# Hill of Ward

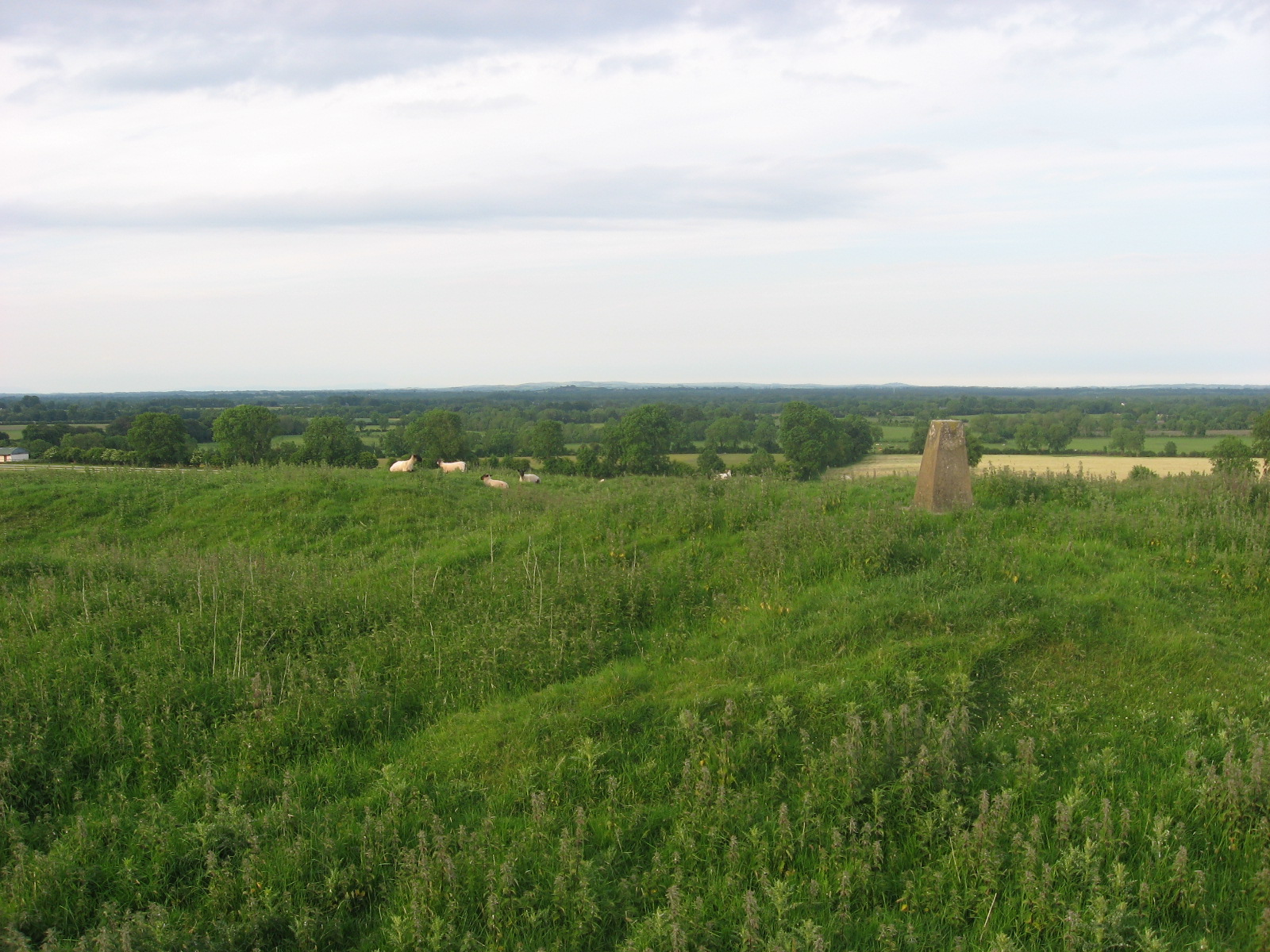
Hill of Ward

Der Hill of Ward (irisch Tlachta, älter Tlachtgha) ist ein Erdwerk von etwa 150 m Durchmesser zwischen Athboy und Ráth Chairn im County Meath in Irland.
Das auf 200 n. Chr. datierte, 4-fach umwallte Erdwerk erhielt seinen englischen Namen vom Grundbesitzer Ward, der während der Invasion Oliver Cromwells im Jahre 1649 von seinem Land vertrieben wurde. Die Familie, deren Vorfahren Besitzer des Hügels waren, wohnt noch heute im County Meath. 
Das Erdwerk, in das ältere Grabhügel integriert wurden, war noch im Mittelalter der Ort großer Feste, darunter von Samhain, dem Vorläufer des modernen Halloween. Er wird in der irischen Mythologie, mit der Figur der Tlachtga verbunden, einer Druidin, die Drillinge auf dem Hügel geboren haben, bei der Geburt gestorben und hier begraben sein soll. Der Hügel wird später mit den Königen von Mide (Meath) verbunden. Im Jahre 1168 hielt der als irischer Hochkönig bezeichnete Ruaidhrí Ua Conchobair hier eine Versammlung ab. Es ist ein irisches National Monument.
Jüngste archäologische Untersuchungen bestätigten, dass der Hill of Ward als Ritualstandort genutzt wurde. Joe Fenwick sieht Parallelen zum Ringfort von Rathra im County Roscommon.